# Codatractus
Codatractus is een geslacht van vlinders van de familie dikkopjes (Hesperiidae), uit de onderfamilie Eudaminae.

## Soorten
- C. alcaeus (Hewitson, 1867)
- C. aminias (Hewitson, 1867)
- C. arizonensis (Skinner, 1905)
- C. bryaxis (Hewitson, 1867)
- C. carlos Evans, 1952
- C. cyda (Godman, 1901)
- C. cyledis (Dyar, 1912)
- C. hyster (Dyar, 1916)
- C. melon (Godman & Salvin, 1893)
- C. uvydixa (Dyar, 1914)
- C. valeriana (Plötz, 1882)
- C. yucatanus Freeman, 1977